# Jakub Henner

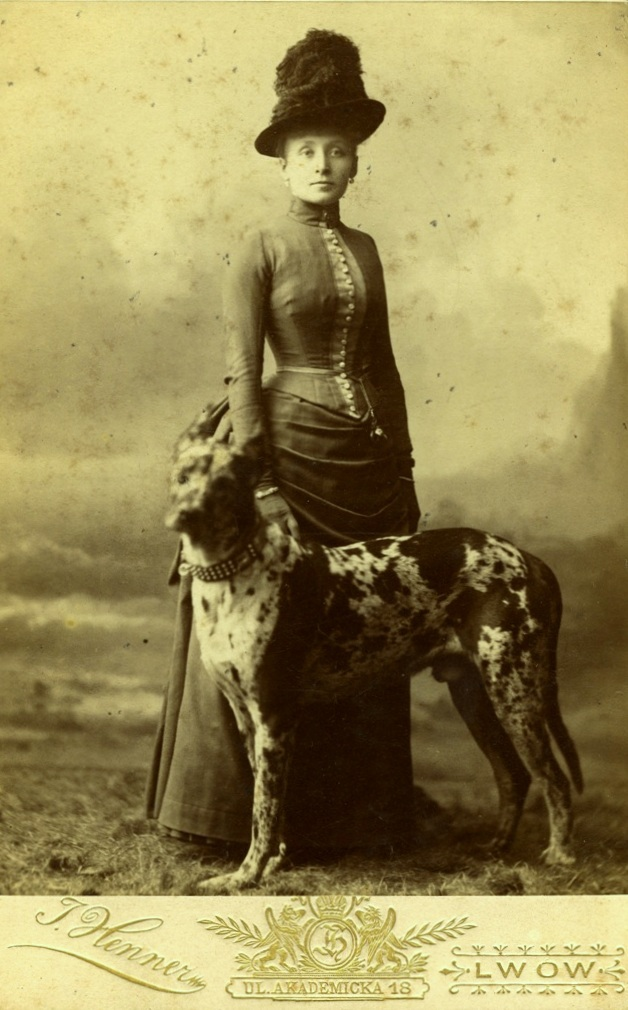
Eleonora z Hussarzewskich Lubomirska

Jakub (Jeremiasz) Henner (1862, Přemyšl – 1928) byl polský fotograf působící v Přemyšli a Lvově.

## Životopis
Narodil se jako nejstarší syn Minci (Miny, zemřela 1913) a fotografa Bernarda (Barucha) Hennera (1843-1926), bratr také fotografa Bernarda (Berla). Od roku 1886 působil ve Lvově, od roku 1887 v budově na adrese Akademická 18, rozšiřovaném v následujících dvou letech. V roce 1892 postavil na tomto místě nový podnik. V roce 1893 postavil na náměstí Ducha svatého železný fotografický pavilon. Od roku 1893 používal titul „c.k. dvorní fotograf“.
Podle vzpomínek jeho synovce Gabriela Tadeusze (1893–1949) se potýkal s finančními problémy způsobenými výdaji na cestování a vynálezy. To jej přinutilo k prodeji podniku v roce 1899. Ateliér Wiktor Berger s celým nájemním domem. Studio Noaha Lissa zde fungovalo přibližně od roku 1900. Henner Lvov brzy opustil, jeho manželství se rozpadlo, a on se vrátil do svého rodného města Přemyšle, kde spolupracoval v ateliéru se svým otcem.
V roce 1887 se oženil s Feigou rozenou Rosenbachovou (nar. 1860); měli tři děti: Emila (1888-1940 nebo 1941), Stanisława (1889-1919?) a Paula (1892-1979). Byl stoupencem judaismu.

## Galerie

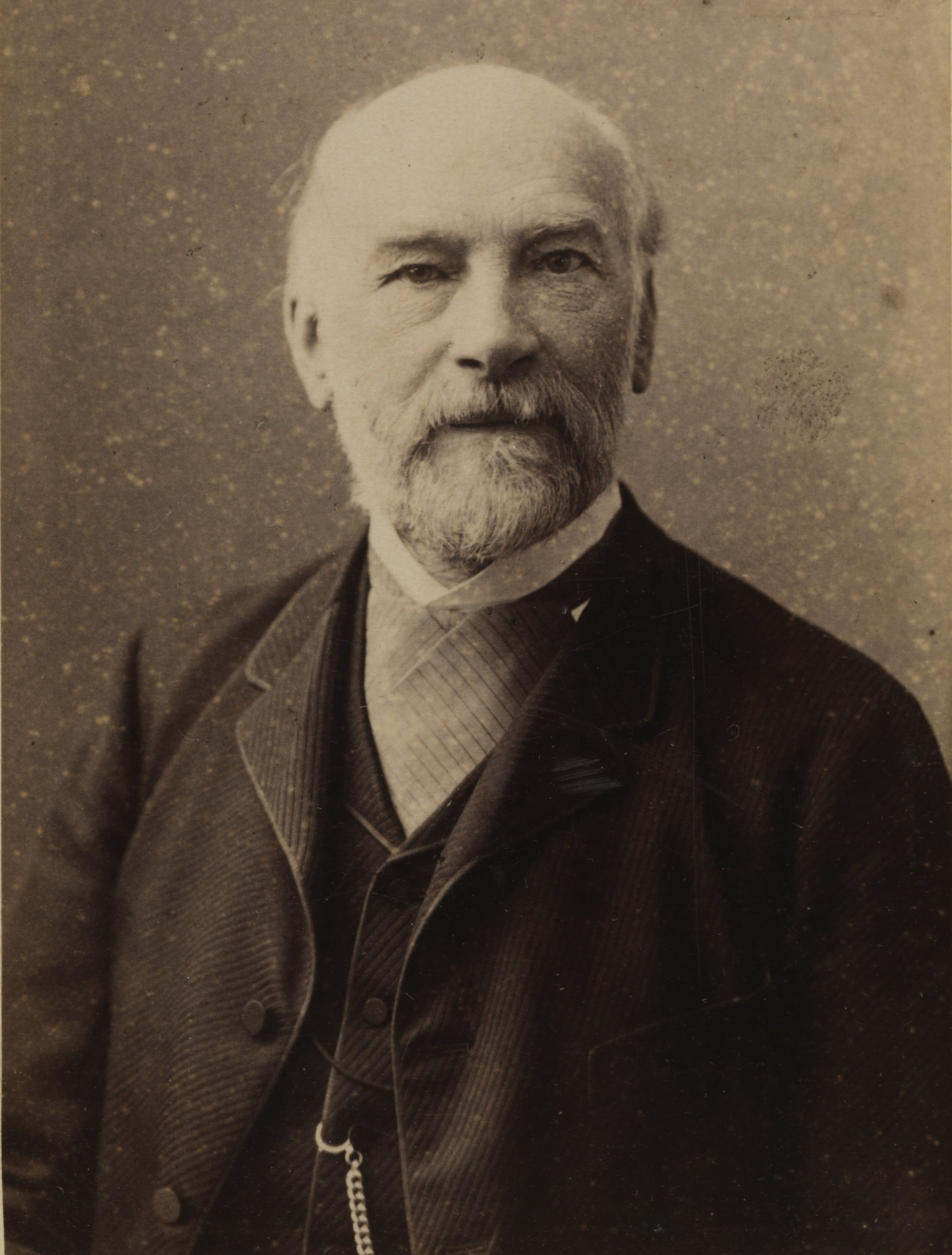
Antoni Małecki, vědec
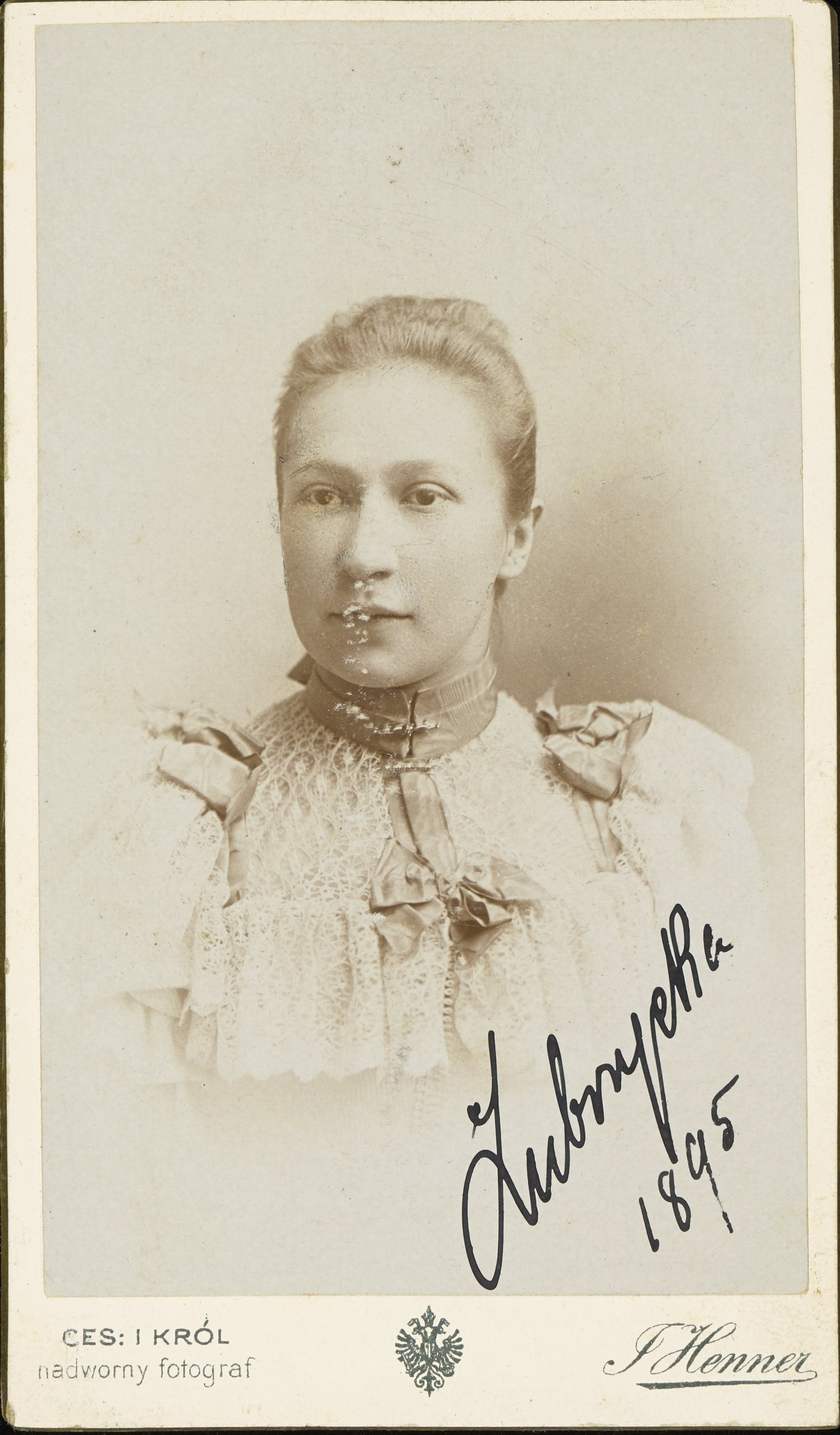
Zubrzycká (Jadwiga Strokowa)
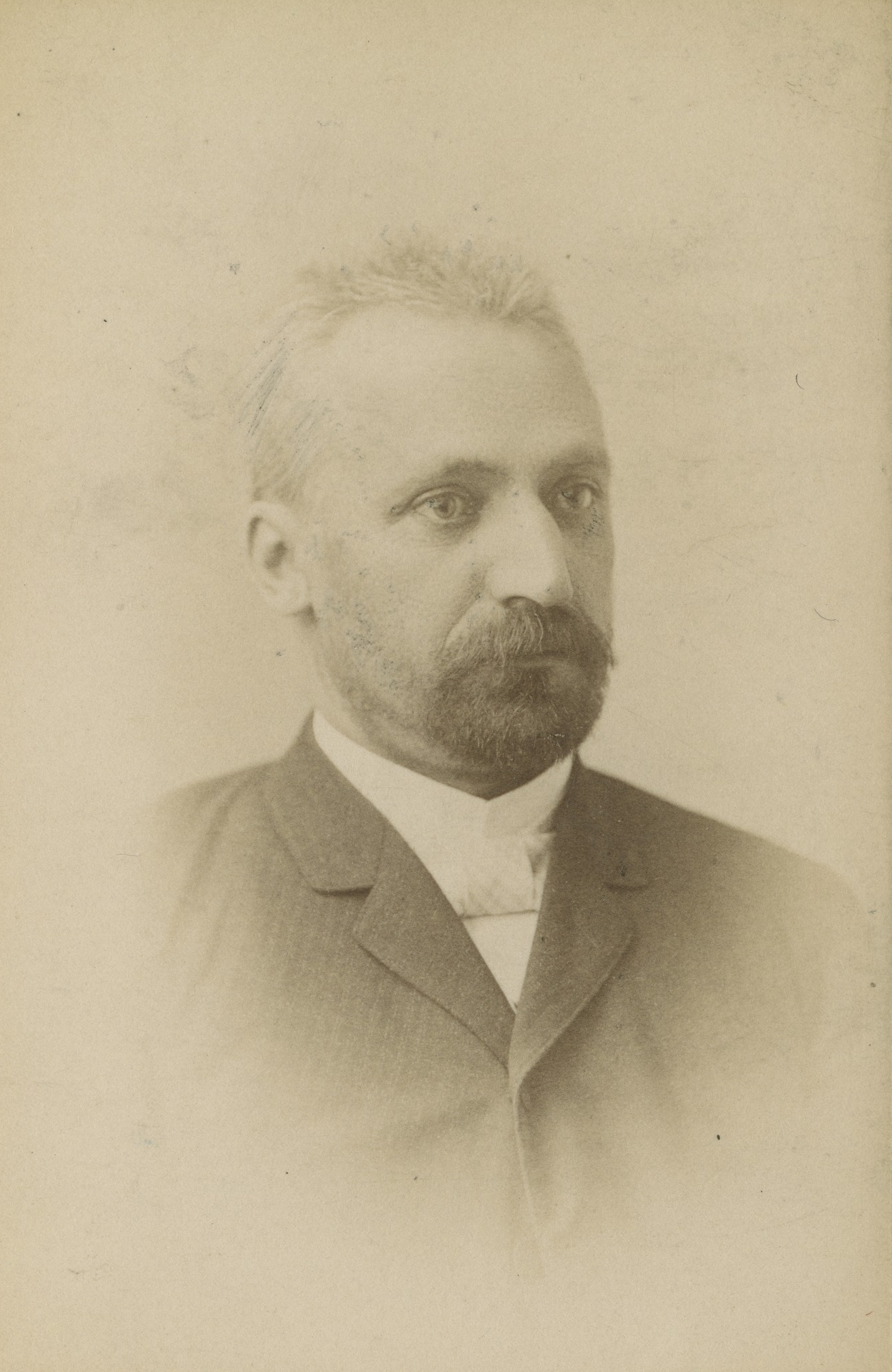
Antoniego Kalina